# Fjällstrupig skriktrast
Fjällstrupig skriktrast (Argya aylmeri) är en fågel i familjen fnittertrastar inom ordningen tättingar.

## Utseende och läte
Fjällstrupig skriktrast är en 21–22 cm lång tätting. Ovansidan är gråbrun med rostfärgad hjässa. Undersidan är beige, på strupe och bröst med tydlig fjällning (därav namnet). Näbben är gul och runt ögat syns en ljuslila bar fläck. Lätet är ett ljust tjattrande.

## Utbredning och systematik
Fjällstrupig skriktrast delas in i fyra underarter med följande utbredning:
- Argya aylmeri aylmeri – Somalia och östra Etiopien
- Argya aylmeri boranensis – södra Etiopien och norra Kenya
- Argya aylmeri keniana – sydöstra Kenya och nordöstra Tanzania
- Argya aylmeri mentalis – inre nordöstra Tanzania och intilliggande södra Kenya

### Släktestillhörighet
Fjällstrupig skriktrast placeras traditionellt i släktet Turdoides. DNA-studier visar dock dels att skriktrastarna kan delas in i två grupper som skilde sig åt för hela tio miljoner år sedan, dels att även de afrikanska släktena Phyllanthus och Kupeornis är en del av komplexet. Idag delas därför vanligen Turdoides upp i två släkten, å ena sidan övervägande asiatiska och nordafrikanska arter i släktet Argya, däribland fjällstrupig skriktrast, å andra sidan övriga arter, alla förekommande i Afrika söder om Sahara, i Turdoides i begränsad mening men inkluderande Phyllanthus och Kupeornis.

## Levnadssätt
Fjällstrupig skriktrast hittas i torra buskmarker. Den ses födosöka nära eller på marken i smågrupper. Födan är okänd, men antas bestå huvudsakligen av ryggradslösa djur, småfrukter och frön.

### Häckning
Arten häckar mars–april samt augusti–september i Etiopien, i Tanzania i december. Det förhållandevis stora och kraftiga skålformade boet av kvistar placeras i en buske. 

## Status
Arten har ett stort utbredningsområde och beståndet anses stabilt. Internationella naturvårdsunionen IUCN listar den därför som livskraftig (LC).

## Namn
Fågelns vetenskapliga artnamn hedrar Gerald Percy Vivian Aylmer (1856-1936), brittisk resenär verksam som samlare av specimen i Somaliland. På svenska har den även kallats fjällig skriktrast.